# Trèfle à feuilles étroites
Trifolium angustifolium
Espèce
Classification phylogénétique
Statut de conservation UICN

 LC  : Préoccupation mineure
Le trèfle à feuilles étroites (Trifolium angustifolium L.) est une espèce de plantes à fleurs du genre Trifolium et de la famille des Fabacées (ou Légumineuses). Il pousse à la fin du printemps, surtout dans les régions méditerranéennes, et se reconnaît facilement à son inflorescence allongée, semblable à un épi de graminée, et à ses petites fleurs roses.

## Description

### Écologie et habitat
C'est une plante annuelle essentiellement méditerranéenne, assez rare dans d'autres régions.
Elle apprécie surtout les sols basiques, mais se rencontre aussi sur sols neutres ou siliceux. Elle pousse en plaine, dans des lieux ensoleillés et peu humides, souvent à l'emplacement d'anciennes cultures, en particulier la vigne, dont elle est d'ailleurs une adventice. Floraison de mai à juillet.

### Morphologie générale et végétative

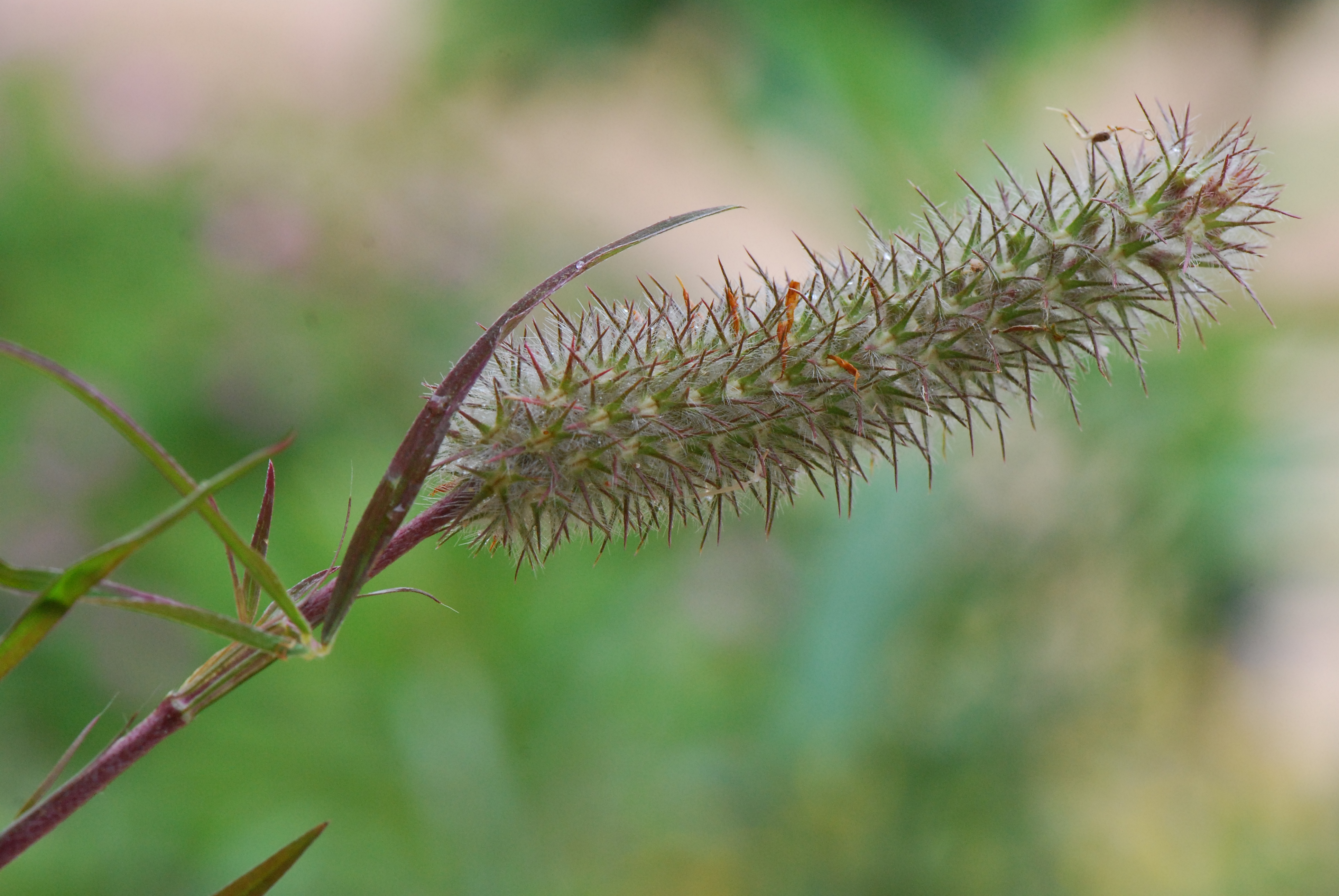
Trifolium angustifolium en Corse.

C'est une plante herbacée velue à poils appliqués, à tige érigée, assez haute pour un trèfle (elle peut atteindre 50 cm). Les tiges sont parfois ramifiées à la base. Feuilles pétiolées alternes à trois folioles étroites, lancéolées, parfois linéaires, terminées en pointe. La longueur des folioles varie de 2 à 8 cm, pour une largeur dépassant rarement 5 mm.

### Morphologie florale
Les fleurs hermaphrodites sont groupées en têtes oblongues, cylindriques ou coniques. De couleur rose, mesurant chacune environ 1 cm, elles s'ouvrent à peu près toutes en même temps. Calice velu à dix nervures, à dents longues et étroites, souvent plus long que la corolle. Pollinisation par les insectes.

### Fruit et graines
Les fruits sont de petites gousses enveloppées dans le calice.